# 2008年北京オリンピックの東ティモール選手団
2008年北京オリンピックの東ティモール選手団（2008ねんペキンオリンピックのひがしティモールせんしゅだん）は、2008年8月8日から8月24日まで開催された、2008年北京オリンピックにおける東ティモール選手団の名簿である。

## 選手団
- 人員: 選手 2人
- 開会式旗手: マリアナ・ディアス・ヒメネス（英語版）

## 種目別選手・スタッフ名簿及び成績

### 陸上競技
- アウグスト・ラモス・ソアレス（英語版）（男子マラソン）足の故障により出走辞退[1]
- マリアナ・ディアス・ヒメネス（英語版）（女子マラソン）途中棄権